# 第33回アメリカスカップ
第33回アメリカスカップ（だい33かいアメリカスカップ、英語: 33rd America's Cup）は、2010年2月にスペイン・バレンシアで開催されたヨットレースのシリーズである。
本大会は様々な経緯により挑戦艇決定シリーズを行わず、贈与証書の規定に従いカップ保持者のチーム・アリンギ（スイス）に対し挑戦艇のBMWオラクルレーシング（アメリカ）が挑戦する形となり、最終的にBMWオラクルレーシングが勝利してカップを奪取した。1995年大会から15年ぶりに優勝杯はアメリカに「里帰り」することとなる。

## 開催までの経緯
第32回大会終了の翌々日、2007年7月5日バレンシアにおいて記者会見が行われ、カップ保有者であるソシエテ・ノーティーク・ドゥ・ジュネーブ、及び挑戦者代表（Challenger of Record）となったクルブ・ナウティコ・デ・ベラ（CNEV）の連名による第33回大会実行議定書（プロトコル）が発表された。また7月25日には同じくバレンシアにおいて、より詳細な実施要綱が発表された。以下はその主な内容である。
- 主催者：第32回大会同様 アメリカスカップ・マネジメント（America's Cup Management:ACM）。
- 開催日程：2009年5月～7月、開催地はバレンシア。使用ヨットは新IACC規格。
- プレ・レガッタ：2008年8月にバレンシア、秋にヨーロッパ（開催地未定）で開催。使用ヨットは現行IACC規格。
- 新しいIACC規格：全長90フィートでレース中の船体ドラフト（喫水）は6.5m。但しスライディング・キールの採用で入港時のドラフトは4.1mとすることができる。詳細は2007年10月31日発表予定。
- 建造数の制限：新IACC規格準拠の新艇建造は、各チーム2艇まで。
- 海上テストの制限：開発コスト削減のため、ACM主催レガッタ期間中以外は上記新艇2艇を同時に海上へ下架することは禁止。
- 防衛艇の挑戦者決定戦参加：海上テスト制限に対する救済措置として許可。出場は最大セミファイナルまで。ただしそれ以前に敗退した場合は、それ以降アメリカスカップ本戦までレース出走不可。
- 国籍要件の完全撤廃：各チームに参加するクルーおよびデザインスタッフの国籍は問わない。

一方BMWオラクルレーシングの所属母体ゴールデンゲート・ヨットクラブは、このプロトコルには下記の問題点があり、贈与証書に違反しているとして、7月20日ニューヨーク州最高裁判所に提訴した。
- CNEVは贈与証書に規定されている「年次レガッタを開催するヨットクラブ」という挑戦者代表の要件を満たしていない。
- 新プロトコルの下記規定は競技の公平性を著しく損なう可能性があり、「相互の合意」に基づき運営するとしている贈与証書の理念に反している。
  - ACMは審判、レースオフィシャル及び調停委員の任命権を有する。
  - ACMはレースルールの決定権を有する。
  - 挑戦者決定シリーズの運営はACMの管理下に置かれる。

GGYCは同時に新IACC規格が防衛側、すなわちSNG主導で制定されることに抗議していた。これに対しSNG/ACM側はチーム・ニュージーランドの元代表であるトム・シュナッケンバーグを議長とし、防衛側、及び既にエントリーを受理された挑戦チームの設計者から構成されるルール制定委員会を設置、新IACCクラスルールの制定を進めた。その結果、当初の予定通り10月31日に「AMERICA'S CUP 90(AC90)」と呼ばれる新しいIACC規格が発表された。
11月27日同裁判所は、CNVEには挑戦者代表としての資格がないとして、新たにGGYCを挑戦者代表とする判決を出した。これを受け、GGYCはSNG/ACMへ数度に渡り和解案を提示するも、SNG/ACM側は拒否。その結果、GGYCは贈与証書の規定に則り、全長/全幅90フィートのヨットによるカップ挑戦をSNGに対し通告。
2008年3月6日、エミレーツ・チーム・ニュージーランドは、SNGがGGYCによる和解案を拒否したことにより、次回大会が不当に延期されたとして、アリンギを提訴。5月12日同裁判所は、GGYCを正式な挑戦者として次回大会を2009年3月に開催するようSNGへ通告。これを不服としてSNGは上告。
7月29日同裁判所上告部は、3対2の評決でCNEVを挑戦者代表として逆転認定。GGYCはこれを不服として同州控訴裁判所へ上告。
2009年4月2日ニューヨーク州控訴裁判所は6対0の評決で2審判決を破棄、再びGGYCを挑戦者代表として認定する判決を下した。この判決を受けニューヨーク州最高裁判所のシャーリー・コーンライヒ判事は、10ヵ月後に次回アメリカスカップを開催することを指示した裁判所命令を4月8日に公布した。その為、第33回アメリカスカップは2010年2月8日に開始されることが決定した。
この一連の裁判所判決を受け、GGYCは防衛者と挑戦者の「相互の合意」に基づく新しい大会運営議定書の策定をSNGに提案したが、SNGはこれを拒否。贈与証書には防衛者と挑戦者の双方が「相互の合意」に達し得ない場合に適用されるルールが定められており、両者は19世紀に制定された贈与証書の規定に従って対戦することとなった。
GGYCは前述の挑戦通告に則り、同クラブに所属するBMWオラクルが全長/全幅90フィートのトリマラン「BOR 90」を2008年9月に進水させていた（挑戦通告には挑戦艇の名称を「USA」とすると記載されている為、対戦時には「USA」と改称されることになっている）。一方のSNGも同クラブに所属するアリンギが同じく全長/全幅90フィートのカタマラン「アリンギ5」を2009年7月に進水させた。このように第33回アメリカスカップは史上初めてマルチハル艇同士による対戦となることが決まっている。
同時に前述の裁判所命令はカップの防衛者に対しレース開始の6ヶ月前に開催地を発表することを求めていた。またその開催地に関しては「バレンシア或いは防衛者の選ぶ如何なる場所とする」と指示されていた。これを受けSNGは8月8日第33回アメリカスカップをアラブ首長国連邦のラアス・アル＝ハイマで開催すると発表した。
これに対しGGYCは、BMWオラクルの先遣隊をラアス・アル＝ハイマへ派遣、現地調査を行った結果、開催地として不適格であるとの判断を下すと共に、10月1日再びニューヨーク州最高裁判所へSNGの開催地選択を無効とするよう提訴した。この提訴に対する口頭弁論は10月27日同裁判所で行われ、コーンライヒ判事は11月1日～5月1日の間北半球での対戦を禁じた贈与証書の規定に則り、GGYCとの「相互の合意」がない限り来年2月ラアス・アル＝ハイマで次回アメリカスカップを開催することはできないとの判断を下した。また同口頭弁論でSNGは代替案として贈与証書に準拠した南半球であるオーストラリア東海岸での開催を提案したが、大会開催まで3ヶ月しかなく充分な準備期間がとれないとしてGGYCに拒否された。また同時に招集されたセーリング関連有識者（国際セーリング連盟関係者3名）による陪審もバレンシアでの開催を支持した。
この口頭弁論においてコーンライヒ判事は開催地に関し明確な判決を下すことを避け、防衛者・挑戦者双方の協議によって解決することを求めた。またSNGに不服がある場合、控訴する権利も認めた。
これを受けSNGは11月10日バレンシアでの開催を前提とした「レース公示（Notice of Race）」を発表する一方で、ラアス・アル＝ハイマでの開催を求め同裁判所上訴部へ控訴した。（なおこの「レース公示」では、「風速15ノット以上、また波高が1m以上の場合、レースを行わない」と明記されている）この控訴審の口頭弁論は11月25日に開催されたが、一方で双方の協議も続けられた結果、12月10日SNGとGGYCの双方は第33回アメリカスカップをバレンシアで開催することで合意したと発表した。

## レース結果
| 日付          | コース                     | 勝者   | 敗者      | タイム  | タイム差 | スコア | Winner's Velocity on Course | 備考             |
| ------------- | -------------------------- | ------ | --------- | ------- | -------- | ------ | --------------------------- | ---------------- |
| 2010年2月12日 | 40 miles, windward leeward | USA-17 | Alinghi 5 | 2:32:38 | 15:28    | 1-0    | 15.7                        | Winds 5-10 knots |
| 2010年2月14日 | 39 miles, triangular       | USA-17 | Alinghi 5 | 2:06:49 | 5:26     | 2-0    | 18.5                        | Winds 7-8 knots  |